# Буда (Корюківський район)
Бу́да — село в Україні, у Корюківській міській громаді Корюківського району Чернігівської області. Населення становить 214 осіб. До 2016 орган місцевого самоврядування — Будянська сільська рада, якій були підпорядковані с. Маховики, с. Петрова Слобода, с. Соснівка.

## Географія
Село розташоване за 15 км від районного центру і залізничної станції Корюківка. Висота над рівнем моря — 128 м.

## Історія
Вперше згадується у 1771 році.
З розповідей старожилів, село заснували селяни-кріпаки, що належали поміщику Товстолісу, тому спочатку село мало назву Буда Товстолісова.
До 1917 року в селі існувала церковна-приходська школа, у якій працював один вчитель та навчалось від 20 до 30 учнів.
У Другій світовій війні на фронті та у партизанському русі брали участь 182 мешканці села, 136 з яких загинули.
12 червня 2020 року, відповідно до розпорядження Кабінету Міністрів України № 730-р «Про визначення адміністративних центрів та затвердження територій територіальних громад Чернігівської області», увійшло до складу Корюківської міської громади.
19 липня 2020 року, в результаті адміністративно-територіальної реформи та ліквідації колишнього Корюківського району, село увійшло до складу новоутвореного Корюківського району.

## Демографія
За даними сайту Верховної Ради України у Буді станом на початок 2012 року мешкає 214 жителів.
| 1866 | 1897 | 1988 | 2012 |
| ---- | ---- | ---- | ---- |
| 383  | 820  | 358  | 214  |
| ▲    | ▲    | ▼    | ▼    |

## Історичні пам'ятки
На території Буди виявлено два багатошарові городища юхнівської культури (VI–III ст. до н. е.) ранньослов'янські (І-ІІ ст.) та часів Київської Русі (ХІ-ХІІІст.).